# Менший серед братів
«Менший серед братів» — радянський двосерійний телефільм 1984 року, знятий режисером Віктором Туровим на кіностудії «Білорусьфільм».

## Сюжет
За мотивами роману Григорія Бакланова. Ілля Костянтинович, колишній фронтовик, професор історії, обдарований живим розумом, тверезо оцінює життя та події, у суперечці зі своєю совістю не лукавить, у своїх невдачах звинувачує лише самого себе. Але, сміливий у думках, Ілля Костянтинович не завжди мужній у житті. Якось він дійшов висновку, що не так живе, не так любить і не тих людей цінує. Переживаючи душевну кризу, він засуджує себе і заздрить іншим фронтовикам, яким вдалося зберегти внутрішній спокій та гідність

## У ролях
- Ігор Лєдогоров — Ілля Костянтинович, професор
- Ольга Лисенко — Кіра Георгіївна, дружина Іллі Костянтиновича
- Вадим Лєдогоров — Діма, син Іллі та Кіри
- Олександра Яковлєва — Алла, дружина Діми
- Всеволод Сафонов — Кирило, брат Іллі
- Надія Семенцова — Варя, дружина Кирила
- Олена Сафонова — Льоля Богданова, коханка Іллі Костянтиновича
- Олексій Миронов — Василь Прокопович Таратін, однополчанин
- Людмила Ксенофонтова — Аріадна Олексіївна Баранова, дружина Первухіна
- Віктор Гоголєв — фотограф
- Леонід Оболенський — Леонід Ігнатович Домрачов, декан
- Юрій Лисенко — Ковальов
- Ігор Кашинцев — Геннадій Іванович, співробітник університету (роль озвучив інший артист)
- Всеволод Платов — Тихон Олександрович Черванєв, вчений
- Валерій Полєтаєв — Валерій Миколайович Дорогавцев, дисертант
- Юрій Родіонов — Митрофан Гаврилович Вовакін, професор
- Марина Яковлєва — Дорогавцева
- Валентина Кособуцька — Адель Павлівна, вчений секретар
- Р. Лемеха — епізод
- Олександр Мороз — епізод
- Наталія Кареслі — епізод
- Борис Тріус — епізод
- Микола Славянський — епізод
- Тетяна Орленко — епізод

## Знімальна група
- Режисер — Віктор Туров
- Сценарист — Григорій Бакланов
- Оператор — Дмитро Зайцев
- Композитор — Раймонд Паулс
- Художник — Алім Матвейчук